# Povratna informacija v organizaciji
Povratna informacija se nanaša na proces, ki spremlja posameznika pri njegovem delu ter mu tako omogoča izpopolnjevanje dela in doseganje zastavljenih ciljev.
Pri tem ne gre za golo ocenjevanje ali evalvacijo posameznika in njegovega dela. Povratna informacija je način komunikacije opazovalca preko katerega poda informacije o posameznikovem delovanju ali določenih vidikih le tega z namenom izboljšanja procesa in rezultatov dela. 
Kot taka povratna informacija ni le skupek medsebojno povezanih elementov, temveč je interakcija procesov, ki delujejo drug na drugega skozi čas.

## Povratna informacija v organizaciji
- Poznamo različne definicije povratne informacije o delu:[3]
  1. informacija, ki je podana posamezniku in se nanaša na količino ter kvaliteto njenega dela v preteklosti.
  2. informacija, podana nazaj posamezniku in sledi določenemu delu.
  3. informacija, ki delavcu pove, kaj in kako dobro dela.
  4. informacija o delu, ki posamezniku omogoča prilagajanje svojega dela.

Povratna informacija  je navadno podana sama (brez drugih načrtovanih programov in priprav). Supervizorji jo podajajo posameznikom, saj se nanaša na njihovo delo. 
Sicer se kaže konsistentna višja učinkovitost povratne informacije, ko je ta podana na nivoju skupine in ne posameznika. Povratna informacija delovne učinkovitosti je pogosto uporabljena komunikacija v menedžmentu in organizacijskem vedenju, kljub temu pa je malo znanega o razlogih učinkovitosti povratne informacije.
Sama povratna informacija je tudi orodje organizacijskih intervencij, npr. ocenjevanja kompetenc zaposlenih, ocenjevanje delovne uspešnosti, metode 360 stopinj in metode ocenjevalnega centra 
V sistemskem smislu pa ločimo dva tipa povratne informacije – negativnega in pozitivnega. Negativna povratna informacija skuša opozoriti na prvotno postavljene cilje in kvaliteto dela. Pozitivna povratna informacija pa spodbuja k razvoju in išče nove poti za rast. 
Chris Argyris in Donald Schon zagovarjata tezo, da sta za uspeh organizacije pomembna tako pozitivna kot negativna povratna informacija.
Namen povratne informacije v organizaciji je vzdrževanje vedenja, ki sledi ciljem in tudi vplivanje na nadaljnje postavljanje ciljev v smeri poseganja po višjih raven in doseganja večjih uspehov. Zaposleni namreč z njo vedo, kaj delajo dobro in tudi, kaj bi lahko še dosegli, če poskusijo narediti več. Pozitivna povratna informacija v tem kontekstu deluje kot ojačevalec, ker ljudje cenijo informacije, ki jim povejo, kaj delajo dobro. To poveča njihov občutek samoučinkovitosti in notranjo motivacijo. Hkrati s povratno informacijo zaposleni pridobivajo tudi občutek in sposobnost zaznave, kaj samo delajo narobe. Bolje vedo, kateri elementi dela so pomembnejši in kakšen nivo dela ter uspeha se od njih pričakuje. Prav tako pa povratna informacija spodbuja tudi individualno učenje, a tem ko zaposleni ugotavljajo kaj še morajo vedeti in kaj lahko še izboljšajo.
Povratna informacija povečuje občutek moči in kontrole zaposlenih - tako tistih, ki dajejo in tistih, ki sprejemajo povratno informacijo. Prvi vidijo, kako lahko njihove informacije pomagajo izboljšati delo drugega, drugi pa ugotavljajo, kako jim lahko informacije o delu pomagajo prevzeti večjo kontrolo nad delom in končno uspešnostjo.

## Učinek povratne informacije
Povratna informacija ne izboljša nujno učinkovitosti dela. Izpeljava dodatnih procesov pa povečuje konsistentnost učinkovitosti povratne informacije. Leta 1986 so Balcazar, Hopkins in Y. Suarez pregledali obstoječe raziskave in ugotovili, da povratna informacija ne izboljša nujno dela. Alvero, Bucklin, Austin  sklepajo, da ugotovitev ni presenečenje, ker funkcija povratne informacije še ni bila znanstveno preizkušena. Kljub temu je pogosta pri menedžmentu in organizacijskem vedenju. 
Teorija, ki se povezuje z organizacijskimi spremembami in povratno informacijo je Thornedikov (1913) zakon učinka. Pozitivna povratna informacija ima učinek ojačevanja in negativna povratna informacija učinek kazni. Oba, kazen in ojačevanje, pa pospešujeta učenje in tako izboljšujeta učinkovitost. Pozitivna povratna informacija naj bi v tem kontekstu nagradila pravilno vedenje in negativna naj bi nepravilno vedenje kaznovala, česar pa empirične študije ne potrjujejo konsistentno.

### Raziskave o učinku povratne informacije
- Erezova (1977)[7] je dokazala moderacijski učinek povratne informacije (v obliki poznavanja rezultatov opravljenega dela) na določanje ciljev in posledične rezultate. Pri tistih, ki so bili sprotno seznanjeni z rezultati dela, so bili dosežki bistveno višji, kot pri skupini, kjer take povratne informacije ni bilo.
- Kruger in DeNisi v metaraziskavi ugotavljata, da so si učinki povratne informacije zelo različni. V več kot tretjini raziskav je namreč povratna informacija zmanjšala učinkovitost dela.[6]
- Kim in Hamner (1976)[7]: učinek povratne informacije se je pokazal tudi, ko so posamezniki nalogo reševali skupinsko. Pri skupini s povratno informacijo so bili končni dosežki višji in samo v tej skupini je bilo mogoče opaziti sprotne izboljšave.
- Becker (1978)[7] je ugotovil, da tudi jasno postavljeni cilji brez povratne informacije niso izboljšali dosežkov. Povratna informacija, ki sledi postavljanju ciljev, omogoča prilagajanje dela in aktivnosti tako, da so te skladne s cilji in izboljšavami.
- Earley in sodelavci (1990)[7]  so preučevali zvezo med specifičnimi zahtevnimi cilji in specifično procesno povratno informacijo o končnem rezultatu. Najvišji dosežki so bili vidni v skupini, ki je imela specifične zahtevne cilje in je prejemala specifično procesno povratno informacijo. Sklepajo, da je tak učinek procesne povratne informacije večji zato, ker povratna informacijo o izidu ali končnem rezultatu posamezniku pove, da je sprememba potrebna. Procesna povratna informacija pa posamezniku pove, kako naj se spremeni, saj se nanaša na sam potek dela.
- Hattie (1999) je v šolski situaciji podajanja povratne informacije zaključil, da je ta najbolj učinkovita, ko vključuje iztočnice in podkrepitve za nadaljnje delo, ko je podana prek video/avdio medija ali računalnika in ko je povezana s cilji. Podajanje navodil, pohvale, kazni in nagrade pa so se pokazale za najmanj učinkovite pri spodbujanju višjih dosežkov.[8] Nagrade so se večkrat pokazale za negativne - Deci, Koestner in Ryan (1999) pravijo, da zato, ker jemljejo odgovornost za motiviranje in reguliranje vedenja, kar je prej posameznik počel sam.[8]

Učinek povratne informacije glede na njen namen
Učinek povratne informacije je odvisen tudi od njenega namena. Bell in Arthur (2008) ugotavljata, da je povratna informacija bolj učinkovita, ko je podana v namene ocenjevanja delovne uspešnosti kot pa v razvojne namene. Posameznik je pri ocenjevanju delovne uspešnosti bolj motiviran za spremembo vedenja, tudi če meni, da podana informacija ne kaže dejanskega stanja. 
Učinek povratne informacije, ko je ta pozitivna ali negativna
- S. Rynes, Gerhart in L. Parks (2005)[1] poudarjajo najvišje izboljšanje povratne informacije takrat, ko je podana negativna povratna informacija. Pri tem pa je pomembno, da posameznik (prejemnik povratne informacije) povratne informacije ne pripiše svojim osebnostnim lastnostim, temveč vidikom dela.
- Smither, London in Richmond (2005) [1] so v raziskavi ugotovili, da se na prejeto negativno povratno informacijo nadrejeni odzovejo bolj neugodno kot na pozitivno povratno informacijo, ampak v naslednji polovici leta dosežejo več ciljev kot ostali nadrejeni vključeni v raziskavo (ki so dobili npr. pozitivno povratno informacijo).
- Balcazar idr. (1985) so zaključili, da pohvala kot ojačevalec vedenja ni široko učinkovita. Hkrati nižjo učinkovitost prinaša tudi povratna informacija, ki ogroža samospoštovanje prejemnika.[6]

## Podajanje povratne informacije
Pri podajanju povratne informacije, ki se osredotoča na uspešnost dela, je najprej pomembno, da ima organizacija jasno opredeljene potrebe, pričakovanja in cilje, ki jim sledi sporočevalec povratne informacije. Za kakovostno povratno informacijo je smiselno že pred opravljanjem naloge opredeliti cilje, ki naj bi jih udeleženec dosegel.
Povratna informacija doseže svoj namen, ko je pomenska in podana na primeren način. Ljudje ne marajo podajati negativne povratne informacije, saj se prejemniki nanjo pogosto odzovejo obrambno in ogroženo. Pogosto pa se posamezniki izognejo tudi podajanju pozitivnih povratnih informacij.
Nekatere informacije o uspešnosti dela so objektivne, druge pa so bolj neformalne in podvržene subjektivni presoji sodelavcev ali nadrejenih. Zaposleni pa ne išče vedno povratne informacije sam, temveč mu je ta podana, naj si je želi ali ne. Iz tega vidika je pomembno, da je sporočena povratna informacija  konstruktivna in taka, da upošteva željo zaposlenega prejemnika in njegovo samozavest. 
Pomembno je, da se sporočevalci in prejemniki povratne informacije najprej zavedajo njenega namena, torej pomoči z vzdrževanjem, popravljanjem ali izboljševanjem nekega vedenja.
Konstruktivna povratna informacija je:
- podana na način, ki ustreza prejemniku - načina je prejemnik vajen, informacija pa je jasna in lahko razumljiva.[4] Omogoča prejemniku, da ji lahko sledi in ni preveč obsežna.[4] [1] Preveč informacij, ki so poleg tega še kompleksne prejemnika zmede, lahko privede do napačnega razumevanja ali pa ignoriranja.
- lahko tudi negativna. Povratna informacija ni nujno pozitivna,[4] lahko pa se začne s pozitivno informacijo, da pritegne prejemnikovo pozornost[4] in okrepi zaupanje[1].
- osredotočena na specifično in opaženo vedenje udeleženca.[4] [1] Široka kategorija vedenj namreč udeležencu ne pove veliko.[1]. Prav tako pa se vedenja samega ne presoja ali interpretira.[1] Povratna informacija ne komentira prejemnikove osebnosti - ne krivi posameznika ali ogroža njegove samopodobe.[4]
- podana v pravem času.[4] [1] Podana mora biti pravnočasno, da ostaja povsem jasno, na katero delo in vedenja se nanaša. Izpeljana naj bo takoj, ali kmalu po delu ali vedenju, na katerega se nanaša.[4] Pomemben je tudi ustrezen prostor za zagotavljanje zasebnosti.[1]
- relevantna, kar pomeni, da prispeva k uspehu in učinkovitosti pri delu ter se nanaša na področje dela, ki ga udeleženec lahko spremeni,[4] kar se povezuje z idejo povratne informacije, ki se nanaša na vedenje in ne na osebnost prejemnika.

Ko je sporočevalec povratne informacije kredibilen in ga udeleženec zaznava kot resnega in točnega, obstaja manjša verjetnost, da udeleženec povratno informacijo zavrne ali ignorira.
Smiselno je tudi, da je povratna informacija podajana redno. Podajanje povratne informacije v letnem razgovou, ki se torej odvija enkrat letno, navadno ne omogoča točnega pregleda in informacij o uspehu. Poleg tega zaposleni niti ne vedo kako učinkovito delujejo pri vsakdanjem delu. Letni razgovor se osredotoča le na rezultat posameznikovega dela v enem letu ne pa na posamezna vedenja, ki so vodila (ali pa zavirala) k doseganju cilja.

### "Sendvič" podajanje povratne informacije
Davies in Jacob (1985) ugotavljata, da je povratna informacija učinkovita, če jo podamo po metodi "sendvič". Preden podamo kritiko na neko vedenje, negativno povratno informacijo umestimo med dve pozitivni, ki se nanašata na to, kar posameznik dela dobro. Z začetno pozitivno informacijo pridobimo zaupanje prejemnika in ustvarimo pozitiven odnos. Sledi negativni del, ki strmi k izboljšanju učinkovitosti dela. Zaključek temelji na povzemanju pozitivnih vidikov. Na ta način nastane sporočilo, kjer je negativni vidik dela umeščen v "sendvič" pozitivnih vidikov. 

## Sprejemanje povratne informacije
Anseel in Lievens (2009) navajata, da posameznik povratno informacijo sprejme glede na svojo zaznavo točnosti prejetih informacij.  Gruban (2007) dodaja, da je za posameznika prejemanje povratne informacije težavno, ker lahko povzroča kognitivno disonanco, torej ni v skladu s samopredstavo in samopodobo posameznika, ter tako ogroža posameznikovo psihološko stabilnost in varnost. Prav tako lahko vsaka negativna povratna informacija sproži občutja jeze in drugih negativnih čustev. Intenzivnost teh čutev pa je odvisna od subjektivnosti presoje posameznika o povratni informaciji in od stopnje pomembnosti kritizirane lastnosti za posameznikovo predstavo o samem sebi.
Bell in Arthur (2008) predstavljata model sprejemanja povratne informacije. Po njem imajo samoocene posameznika vpliv na sprejemanje povratne informacije le pod določenimi pogoji, to je takrat, ko so sami ocenjevani posamezniki s sporočevalci povratne informacije neposredno povezani (je njihov podrejeni ali nadrejeni). Posamezniki pa bolje sprejmeno povratno informacijo, če je ta pozitivna. 
Gruban (2005) sprejemanje povratne informacije razlaga skozi štiri faze transformacijske krivulje spreminjanja. V prvi fazi je prejemnik povratne informacije zmeden in negotov, lahko pa tudi v šoku. V naslednji fazi resignacije se spoprijema s strahom, frustracijo in notranjo napotostjo. Pri tem lahko občuti tudi konfliktnost in jezo nad oznakami, ki so mu jih pripisali drugi. Sledi faza stresa, zanikanja in zavračanja podane informacije, kjer se posameznik upira spremembam. V zadnji fazi se začne sprejemanje, ki se odraža skozi občutja upanja, samozaupanja in olajšanja. Posameznik takrat le premisli o tem, kar mu želijo drugi povedati.

## Metode 360° povratne informacije
Povratna informacija po metodi 360 stopinj, tudi povratna informacija iz več virov (ang. multi-source feedback), se pridobi iz različnih virov, ne le enega (npr. nadrejenega) in je uporabljana tako v razvojne namene in v namene usposabljanja (za kar je bila izvorno uporabljana) kot v namene ocenjevanja delovne uspešnosti. V slednji namen se je pričela uporabljati, ker zaradi različnih virov omogoča bolj natančno in zanesljivo oceno delovne uspešnosti.
Posameznikovo vedenje in kompetence so presojani iz štirih zornih kotov: pogled nadrejenega, samoanaliza, pogled sodelavcev in pogled podrejenih (včasih pa tudi mnenje zunanjih virov, npr. stranke, vlagatelji, dobavitelji). Ime metode torej izhaja iz ocenjevanja posameznika z vseh strani. Sama metoda pridobivanja povratne informacije je tako nasprotna pogosti praksi, kjer povratna informacija temelji le na oceni ali mnenju nadrejenega. Povratna informacija iz enega vira, torej nadrejenega, je manj popolna, demokratična in objektivna, ter bolj pristranska kot povratna informacija iz več virov.
Nadrejeni, vodje in managerji, pa so pogosto tisti, ki metodo zavračajo, ker menijo, da podrejeni niso dovolj kompetentni za podajanje ocene o njihovi strokovnosti. Gruban (2005) pri tem navaja, da pri metodi ne gre za ocenjevanje, temveč za analizo vedenja; poleg tega pa se ne presoja strokovnosti, temveč se podaja informacije o doživljanju vodenja, spodbujanja, motiviranja, komunikacije ipd.
Udeleženci praviloma izpolnijo anonimni vprašalnik, pri čemer je najbolj učinkovita spletna metoda (izpolnjevanje spletnega vprašalnika). Z različnimi viri in anonimnim vprašalnikom se zagotavlja večja zanesljivost metode. Udeleženi navadno ne presojajo strokovnosti, ampak samo kakovost vodenja in odnose. Pomemben aspekt tako pridobljene povratne informacije je vpogled v posameznikovo poznavanje samega sebe (v sklopu ocene samega sebe) – izboljševanje samozavedanja pa je pomemben vidik razvoja vodje. Kljub temu, da je samozavedanje pomemben dejavnik aktivnega spreminjanja sebe, pa trditev, da sama povratna informacija vodi do spreminjanja samega sebe, nima podpore v terapevtskih modelih  (npr. Rogersovi nedirektivni terapiji in nekongruentnosti). Kljub temu ostaja eden pomembnih namenov 360° povratne informacije spodbujanje samozavedanja, preko katerega se pri zaposlenih razvija pripravljenost prevzemanja odgovornosti za svoj lasten razvoj.
Na področju učinkovitosti 360-stopinjske povratne informacije so že bile aplicirane različne raziskave. Pollack in Pollack (1996) povzemata ugotovitve, da so samoocene zaposlenih bolj blage in se ne ujemajo z ocenami iz drugih virov. Walker in Smither (1999) sta v raziskavi ugotovila, da so se dosežki vodij, ki so prejeli povratno informacijo, povečali - pri tem pa so najbolj napredovali tisti, ki so prejeli nizko ali srednjo oceno. Smither, London in Reilly (2005) povzemajo ugotovitev, da lahko pričakujemo majhne in pozitivne spremembe v delovni uspešnosti po prejeti 360-stopinjski povratni informaciji. Poudarja se pomembnost pravilne izvedbe postopka metode za pozitivni učinek.
Gruban (2005) ugotavlja, da le redka slovenska podjetja uveljavljajo model 360-stopnjske povratne informacije. Pri tem nastajajo tudi negativni stranski učinki, npr. vodje nekritično zavračajo povratno informacijo, zaposleni se postavljajo v obrambni položaj in prihaja so zamer ter tudi zlorab.

### Razvoj vodij
Učinkovitost vodij se lahko poveča z razvojem vedenja in kompetenc vodje, predvsem na ravni kognitivne interakcije med vodjo in sodelavci. Brutus idr. (1999) poudarjajo, da je pomembnost povratne informacije zaznana v skladu z močjo tistega, ki informacijo podaja.
Razvoj vodje se lahko začne, ko nastane razkorak, kjer drugi njegovo vedenje evalvirajo slabše, kot ga oceni sam. Razkorak sam oz. samozavedanje svojega vedenja pa še ne sproži razvoja. Študije kažejo različne povezave med delovno učinkovitostjo vodij in njihovim samozavedanjem., po Bassu in Yammarinu (1991) je povezanost med samozavedanjem vodij in njihovo učinkovitostjo pozitivna.
Sicer pa raziskave (npr. Atwater idr., 1995; Brutus idr., 1999) kažejo, da podana 360-stopinjska povratna informacija vodjem vpliva na njihovo načrtovanje razvoja, v splošnem  pa so se vedenja vodij izboljšala. Brutus idr. pa dodajajo, da so bili menedžerji na višjih ravneh manj dovzetni za uporabo povratnih informacij pri načrtovanju svojega razvoja. 
L. Atwater in J. Brett sta podrobneje raziskovali način podajanja povratne informacije na njen učinek in ugotovili, da so se vodje bolj ugodno odzvali na povratno informacijo, ko je bila podana preko numeričnih ali normativnih vrednosti, in manj ugodno, ko je bila podana opisno. Njihova reakcija pa je tudi vplivala na razvoj in spremembe v vedenju - kdor se je odzval bolj pozitivno, je izboljšal svoje vedenje, obratno pa se tisti z negativni odzivi niso želeli spreminjati. 
Hkrati pa DeNisi in Kuger (2000) pri podajanju 360-stopinjske povratne informacije priporočata, da se ta menedžerjem oblikuje tako, da se izloči podatke, ki posameznika primerjajo z drugimi (npr. normativne vrednosti in številčne ocene). Predpostavljata namreč, da primerjanje z drugimi vzbuja negativne odzive na povratno informacijo.